# Machniwka (Chmilnyk)
Machniwka (ukrainisch Махнівка; russisch Махновка Machnowka) ist ein Dorf im Norden der ukrainischen Oblast Winnyzja mit etwa 3400 Einwohnern (2004).

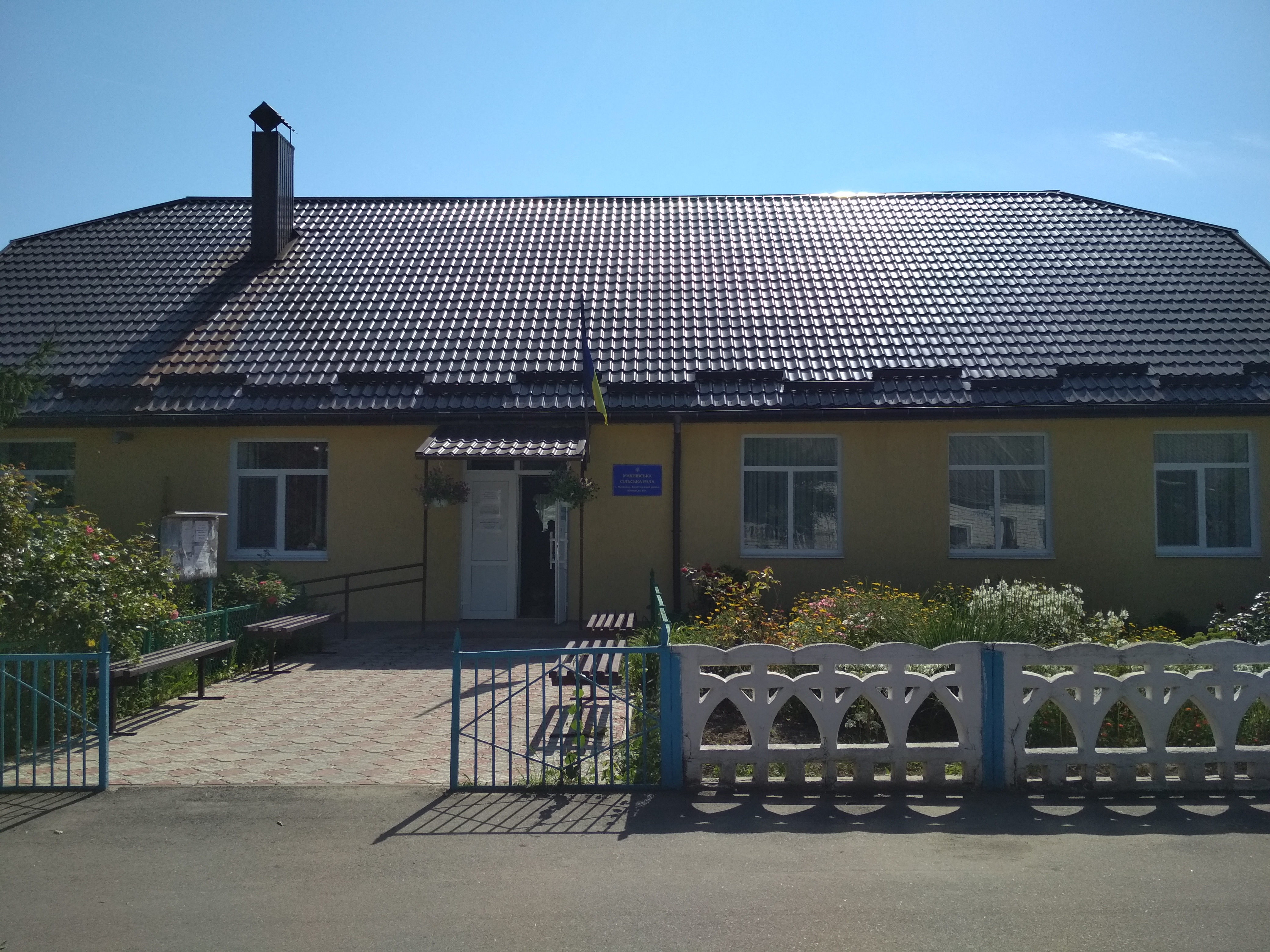
Gemeindehaus

Das 1410 gegründete Dorf hieß zwischen 1935 und 2016 Komsomolske. Die Ortschaft liegt am Ufer des Hnylopjat, einem 99 km langen Nebenfluss des Teteriw sowie an der Fernstraße M 21 14 km östlich vom ehemaligen Rajonzentrum Kosjatyn und 62 km nördlich vom Oblastzentrum Winnyzja.

## Verwaltungsgliederung
Am 11. September 2019 wurde das Dorf zum Zentrum der neugegründeten Landgemeinde Machniwka (Махнівська сільська громада/Machniwska silska hromada). Zu dieser zählten auch die Dörfer Markiwzi, Medwediwka, Mschanez, Nemyrynzi, Peremoha und Wowtschynez sowie die Ansiedlung Sadowe, bis dahin bildete es zusammen mit den Dörfern Markiwzi, Medwediwka und Mschanez sowie der Ansiedlung Sadowe die gleichnamige Landratsgemeinde Machniwka (Махнівська сільська рада/Machniwska silska rada) im Zentrum des Rajons Kosjatyn.
Am 12. Juni 2020 kamen dann noch die 12 in der untenstehenden Tabelle aufgelisteten Dörfer zum Gemeindegebiet.
Am 17. Juli 2020 kam es im Zuge einer großen Rajonsreform zum Anschluss des Rajonsgebietes an den Rajon Chmilnyk.
Folgende Orte sind neben dem Hauptort Machniwka Teil der Gemeinde:
| Name                     | Name          | Name                             |
| ukrainisch transkribiert | ukrainisch    | russisch                         |
| ------------------------ | ------------- | -------------------------------- |
| Besimenne                | Безіменне     | Безыменное (Besymennoje)         |
| Chliborobne              | Хліборобне    | Хлеборобное (Chleborobnoje)      |
| Juriwka                  | Юрівка        | Юровка (Jurowka)                 |
| Kumaniwka                | Куманівка     | Куманевка (Kumanewka)            |
| Lystopadiwka             | Листопадівка  | Листопадовка (Listopadowka)      |
| Mala Klitynka            | Мала Клітинка | Малая Клетинка (Malaja Kletinka) |
| Markiwzi                 | Марківці      | Марковцы (Markowzy)              |
| Medwediwka               | Медведівка    | Медведевка (Medwedewka)          |
| Molodischne              | Молодіжне     | Молодёжное (Molodjoschnoje)      |
| Molotkiwzi               | Молотківці    | Молотковцы (Molotkowzy)          |
| Mschanez                 | Мшанець       | Мшанец                           |
| Nemyrynzi                | Немиринці     | Немиринцы (Nemirinzy)            |
| Peremoha                 | Перемога      | Перемога (Peremoga)              |
| Polytschynzi             | Поличинці     | Поличинцы (Politschinzy)         |
| Sadowe                   | Садове        | Садовое (Sadowoje)               |
| Terniwka                 | Тернівка      | Терновка (Ternowka)              |
| Tutscha                  | Туча          | Туча                             |
| Tschernytschky           | Чернички      | Чернички (Tschernitschki)        |
| Wowtschynez              | Вовчинець     | Волчинец (Woltschinez)           |

## Persönlichkeiten
Im Ort kam der ukrainische Prähistoriker, Ethnograph, Professor und politische Aktivist Wolodymyr Antonowytsch (1834–1908) zur Welt.